# Hotel Sosan
El Hotel Sosan (서산호텔 en coreano) es un hotel de primera clase situado en Pionyang, la capital de Corea del Norte. Consiste en un rascacielos, que tiene una altura de unos 95 metros (312 pies), con 30 pisos y 510 habitaciones. Fue construido en el año 1989. Situado a cerca de 4 kilómetros (2,5 millas) de la estación de tren, es dirigido por la Copa de Oro, la empresa de turismo de deportes de Corea del Norte. El hotel dispone de un campo de golf. 